# The Thin White Duke
The Thin White Duke fue el personaje y alter ego de David Bowie en 1976, haciendo su aparición en el disco Station to Station (de ese mismo año) y mencionado por su nombre en Station to Station (canción), a pesar de que el personaje de 'Duke' se adoptó por primera vez en la gira de Young Americans. A primera vista, The Duke ("duque" en español) fue más "normal" que las anteriores encarnaciones de Bowie, utilizando un estilo cabaret, aunque debido a la adicción a la cocaína del cantante, cambió su personalidad, o al menos en algunas de sus entrevistas mostró una personalidad "difícil". Más adelante recuerda que en aquella época vivía a base de "pimientos rojos, cocaína y leche".
Vestido con camisa blanca, pantalones negros y chaleco, The Duke era un personaje vacío que cantaba canciones románticas con una angustiante intensidad mientras no sentía nada. Se ha descrito al personaje como "un aristócrata loco", "un zombie amoral", y "un superman ario sin sentimientos". Para el mismo Bowie, The Duke era un "personaje sin duda desagradable", y dijo después, "un ogro para mí".
A medida que su adicción a las drogas le comían su salud mental y física, Bowie decidió mudarse de Los Ángeles a Paris, después a Suiza (viviendo en una pequeña aldea para dejar su adicción a la cocaína) y finalmente a Berlín Oeste, donde comenzó a grabar junto a Brian Eno su Berlin Trilogy (Low, “Heroes” y Lodger).